# 益民路
益民路為臺灣臺中市大里區的重要道路之一，全路段位於大里區內。大致呈「L」狀，可與大里區日新路構成接近環狀的道路，共分二段，於下內新以中興路二段為界，一段位在東側，往北接日新路，二段位在西側，往北端於南門橋頭也與中興路二段交叉。全長約3.1公里。

## 行經行政區域
- 大里區

## 車道數
全線雙向兩車道，並配置機車道；部分路段雙向四車道。

## 本道路客運
臺中市市區公車
- 統聯客運：53（太原車站－省議會）[2]

## 沿線設施
（由一段到二段）
一段
- 臺中市大里區內新國民小學
- 臺中市私立立人高級中學

中興路二段
二段
大里路
- 花旗商業銀行大里分行
- 臺中市大里區益民國民小學
- 長榮里綠園道
- 遠東商銀大里分行
- 上海商業儲蓄銀行大里分行

德芳路一段
- 國立中興大學附屬高級中學

東榮路
- 臺中市大里區崇光國民小學

大明路
- 臺中市私立大明高級中學

舊旱溪
- 中華電信大里服務中心

大智路
中興路二段